# Szpartoszok

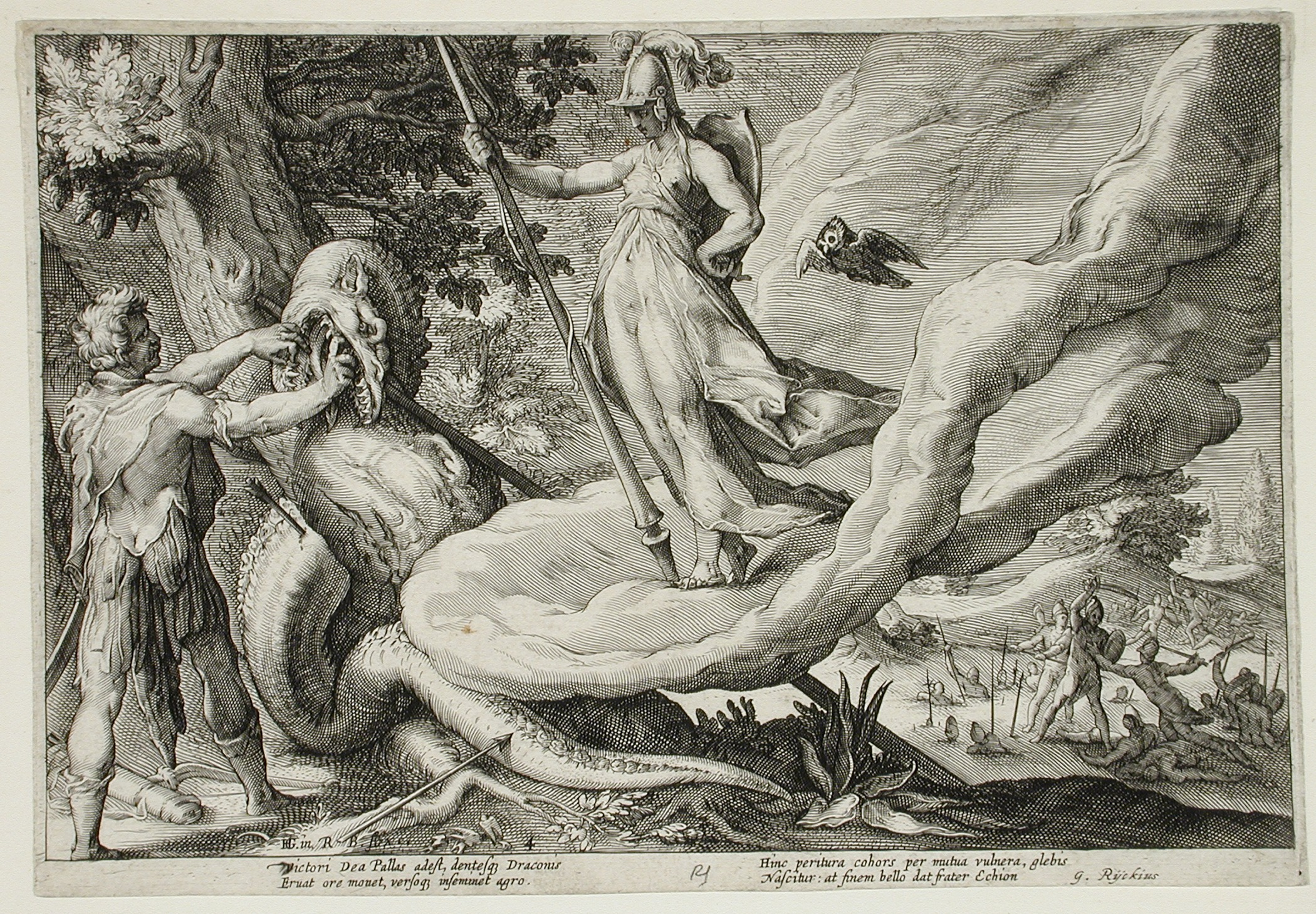
Hendrik Goltzius: Kadmosz kiszedi a sárkány fogait, amelyek fegyveres férfiakká válnak, 1615, Városi művészeti múzeum, Los Angeles

A szpartoszok (görögül: σπαρτοί), magyarul annyit tesz: „vetett emberek”. Kadmosznak, Thébai megalapítójának delphoi-jóslat szerint várost kellett alapítania: a templomból kijövet meglát egy tehenet, azt követnie kell és ahol az megáll ott Kadmosznak várost kell alapítania (Thébai).
Az adott helyen Kadmosznak meg kellett küzdenie egy sárkánykígyóval (más forrásokban: tengeri sárkány, hidra), amely társait darabokra tépte. Kadmosz egy kővel zúzta szét a szörny fejét, majd megjelent neki Pallasz Athéné. Athéné azt kérte tőle, hogy a döglött sárkány fogait vesse el a mezőn: ezt Kadmosz teljesítette is. Az elvetett fogakból teljes fegyverzetben lévő harcosok bújtak ki, s nyomban kaszabolni kezdték egymást, míg a végén csak öten maradtak életben: Khthonisz („földember”), Udaiosz („földből való”), Pelórosz („óriás”), Hüperénór („hatalmas erejű”) és Ekhión („kígyó”). Kadmosz ez utóbbihoz adta feleségül Agaué nevű leányát. A szpartoszokra vezették vissza családfájukat a legelőkelőbb thébai nemzetségek. Ötük segítségével építette fel Kadmosz Kadmeia fellegvárát, amely köré felépült Thébai városa. A megölt sárkány azonban Arésznak volt felszentelve (más forrásban: Arész fia volt): Kadmosznak büntetésként nyolc éven át kellett a hadisten szolgálatában állnia, hogy bűnét jóvátegye. A vezeklés után Arész Zeusz utasítására feleségül adta Kadmoszhoz leányát, Harmoniát, akit Aphrodité szült a hadistennek. 
Ebből a házasságból született Kadmosz fia, Polüdórosz – Laiosz későbbi nagyapja –, és négy leánya: Autonoé, Inó, Agaué és Szemelé.